# David Wengrow

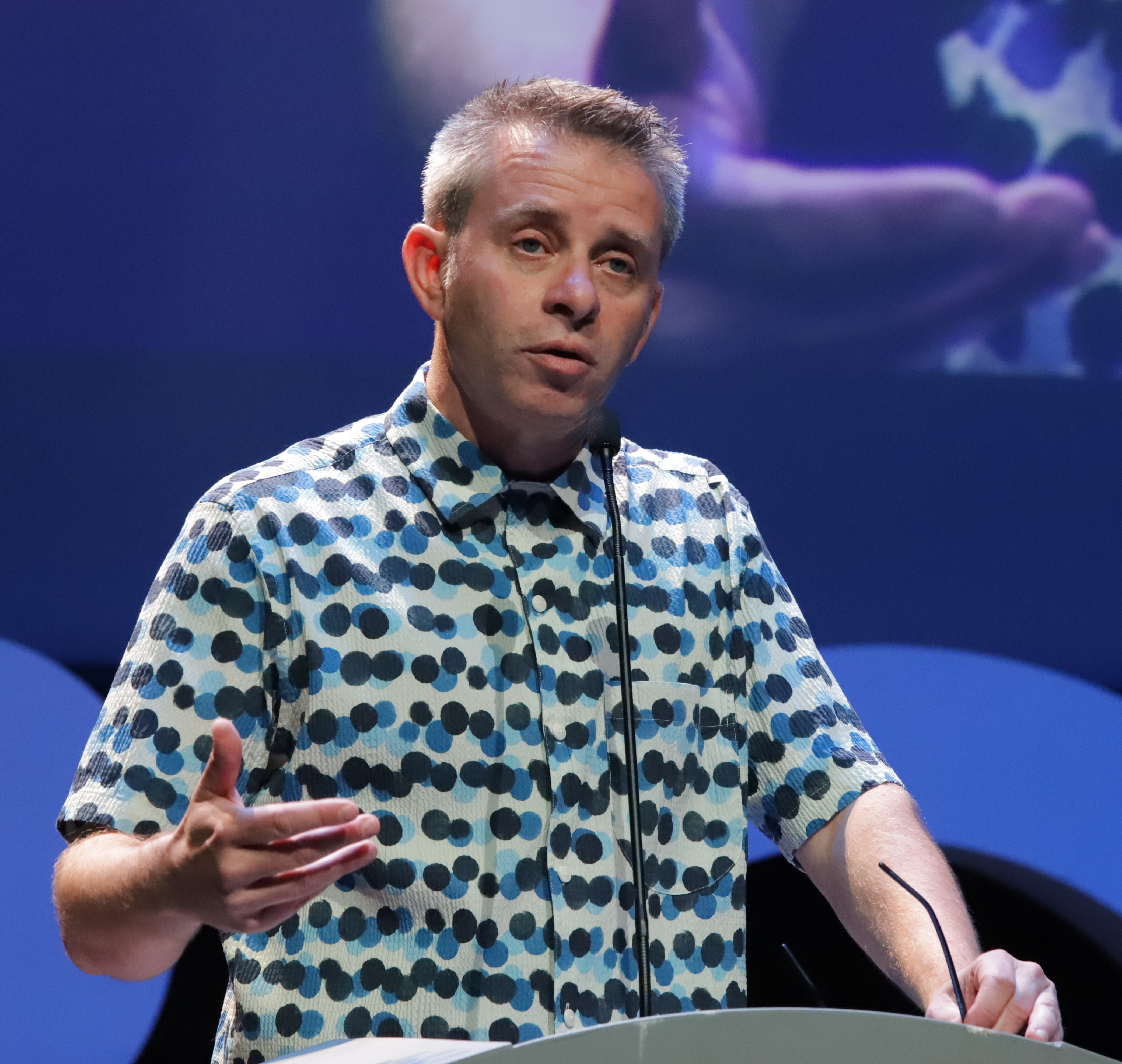
David Wengrow (2023)

David Wengrow (25 juli 1972) is een Britse archeoloog en hoogleraar Vergelijkende Archeologie aan het Institute of Archaeology van het University College London. De internationale bestseller The Dawn of Everything: A New History of Humanity (2021) , waarvan hij de medeauteur was,  bezorgde hem bekendheid over de hele wereld. De archeoloog pleit voor een radicaal andere kijk op de geschiedenis van de mensheid.

## Vorming en loopbaan
Wengrow studeerde vanaf 1993 aan de Universiteit van Oxford en behaalde een Bachelor of Arts in zowel archeologie als antropologie. Daarna slaagde hij ook voor MSt in Global Archeology.
Tijdens zijn studiejaren stond hij onder grote invloed van de archeoloog Andrew Sherratt. Van hem leerde hij dat archeologisch onderzoek op continentaal niveau zou kunnen leiden tot verrassende ontdekkingen.  In 2011 werd hij zelf benoemd tot hoogleraar in de vergelijkende archeologie in Oxford.
Wengrow heeft het nodige veldwerk gedaan in Afrika en het Midden-Oosten, zoals in de Iraaks Koerdistan in samenwerking met het museum van Suleimaniya. Van zijn hand verschenen ook drie boeken en vele wetenschappelijke artikelen over de oorsprong van het schrift, neolitische samenlevingen en het ontstaan van de eerste staten in Egypte en Mesopotamië.

## Een nieuw verhaal
Over de geschiedenis van de mensheid is het gangbare verhaal, dat in de prehistorie de mensen leefden in kleine gemeenschappen van jager-verzamelaars. Totdat de landbouw zijn intrede deed, ongeveer 12.000 jaar geleden, en maatschappijvorming leidde tot complexe, hiërarchische gemeenschappen.
In de oudheid, zo gaat het verhaal verder, waren er oorspronkelijk maar vier rijken: het Romeinse, het Chinese rijk, bestuurd door de Han-dynastie, het Parthische Rijk en  Kushana.
Wegrow schrijft in een essay op de website van Aeon dat dit beeld enige nuancering behoeft. Volgens officiële bronnen besloeg het Romeinse Rijk de hele aarde, tenminste het beschaafde deel van de wereld. Volgens Wegrow wordt hiermee voorbijgegaan aan het feit dat er altijd primitieve samenlevingen hebben bestaan, die geen deel uitmaakten van deze vier grote mogendheden.
Drieduizend jaar geleden spraken de Egyptenaren laatdunkend over een groep die zij de Habiru noemden, een verzamelnaam voor afvalligen, verraders en andere vijanden. In het rijk van de Han noemde men mensen uit Guangdong en Fujian barbaren. Eigen aan deze imperiale mogendheden was het gebruik van geweld en het streven naar dominantie, geleid door vertegenwoordigers van de elite.
Een belangrijke bron voor de geschiedschrijving was de Atlas of World Population History uit 1978. Maar volgens Wengrow was het een standaardwerk zonder betrouwbare statistieken. De kritiek die het tweetal kreeg was dat zij hun verhaal niet baseerden op wetenschappelijk bewijs, maar The Dawn of Everything zou meer een product zijn van hun eigen verbeelding.
Wengrow zet daar tegenover dat het historisch determinisme is om de geschiedenis van de mensheid voor altijd te beschrijven als van grotbewoners tot taxichauffeurs en van zadenplanters tot mondige burgers.
The Guardian schrijft dat de schrijvers hun inspiratie haalden uit de politieke situatie van vandaag. Wengrow beaamt ook dat het "tijd is om de loop van de geschiedenis te veranderen door te beginnen in het verleden." Nieuwe archeologische technieken wijzen op grote stedelijke vormen die eeuwenlang bestaan moeten hebben. Zo was er een beschaving in Midden Niger (nu Ghana en Mali) en ook in Oekraïne duiden sporen op  een steppe van barbaren aan de Zwarte Zee. In het regenwoud van de Amazone, een gebied van twee miljoen vierkante kilometers, ontdekte wetenschappers patronen van straten in de verdwenen stad Kunguints, in het huidige Ecuador.

Onze beschaving bestaat pas 300.000 jaar, noteert Wengrow, en voor archeologen valt er nog een hoop te ontdekken.